# Malik Pope
Malik Pope (Elk Grove, California, 25 de julio de 1996) es un jugador de baloncesto estadounidense que pertenece a la plantilla de los Delaware Blue Coats de la G League. Con 2,08 metros de estatura, juega en la posición de ala-pívot.

## Trayectoria deportiva

### Universidad
Jugó cuatro temporadas en los Aztecs de la Universidad de San Diego, en las que promedió 8,9 puntos y 5,1 rebotes por partido. En 218 fue incluido en el segundo mejor quinteto de la Mountain West Conference.

### Profesional
Tras no ser elegido en el 2018, disputó la liga de verano de la NBA con Los Angeles Lakers. Más tarde, comenzaría su andadura como profesional en Grecia en las filas del PAOK Salónica BC de la A1 Ethniki.
El 13 de enero de 2019 firmó con los Greensboro Swarm de la NBA G League.
En agosto de 2019, se marcha a Alemania a firmar con los Rostock Seawolves de la ProA. En diciembre deja el equipo tras 13 encuentros.
El 13 de febrero de 2021, es adquirido por los Austin Spurs, pero cortado tras dos encuentros.
El 28 de octubre de 2021, firma por NBA G League Ignite. El 24 de diciembre, firma con los Wisconsin Herd, pero es cortado el 4 de enero. El 7 de enero, es adquirido por los Delaware Blue Coats.